# Michał Antosiewicz
Michał Antosiewicz (ur. we Włodawie, zginął 28 listopada 1812 nad Berezyną) – porucznik Armii Księstwa Warszawskiego.
Syn Alberta i Tekli Papińskiej. Służył jako sierżant w Pułku 3 Piechoty. Odbył kampanię przeciw Rosji w 1807. Mianowany podporucznikiem 18 października 1807, skierowany do Francji 10 stycznia 1809 z batalonem marszowym dla Legii Nadwiślańskiej, wszedł jako ppor. 8 kwietnia 1809 do 3 Pułku Legii Nadwiślańskiej. W Hiszpanii przeszedł do 7 Pułku Piechoty, mianowany porucznikiem 30 maja 1810 r.